# Live (optræden)
 For alternative betydninger, se Live. (Se også artikler, som begynder med Live)
Live betyder noget bliver gjort direkte. Det kan f.eks. være i TV hvor noget bliver sendt live, hvilket betyder at det bliver sendt direkte.
| Anime eller manga | Spire Denne artikel om medie og kommunikation er en spire som bør udbygges. Du er velkommen til at hjælpe Wikipedia ved at udvide den. |